# Puyallup
Puyallup är en stad (city) i Pierce County i delstaten Washington. Vid 2010 års folkräkning hade Puyallup 37 022 invånare.